# Lehola
Lehola – wieś w Estonii, w prowincji Harju, w gminie Keila.